# Joanna d’Arc (opera)
Joanna d'Arc (wł. Giovanna d'Arco) – opera Giuseppe Verdiego w trzech aktach z prologiem, wystawiona po raz pierwszy w La Scali 15 lutego 1845 roku, a prapremiera polska w 1872 r. w Warszawie.
Akcja opery rozgrywa się we Francji w pierwszej połowie XV wieku, podczas wojny stuletniej. Główną bohaterką dzieła jest Francuzka Joanna d’Arc.